# Temný Kraj
Temný Kraj je český televizní seriál, který se vysílal na TV Prima v letech 2017–2019.
Hlavní postavou seriálu je pražský policista Petr Kraj (Lukáš Vaculík), specialista na sériové vraždy, který se po náhlém kolapsu odjíždí zotavovat na venkov. Zde potkává kolegy z okresního oddělení, kteří vyšetřují složitý případ sériové vraždy. Dvojznačný název seriálu se odkazuje nejen na místo jeho děje, ale také na jméno hlavního hrdiny. Každý případ sériových vražd je rozdělen do dvou epizod.
První řada seriálu, kterou Prima vysílala od ledna do dubna 2017, se zařadila k nejúspěšnějším seriálům Primy v posledních letech. Průměrná sledovanost dvanácti dílů představovala 1,5 mil. diváků starších 15 let při podílu 32 %. Nejsledovanější díl první řady se dokonce přehoupl přes hranici 1,7 mil. diváků (15+).[zdroj?]
Seriálová vesnice Břeh, ve které se nachází stará fara a do níž se hlavní protagonista Petr Kraj přistěhoval, jsou ve skutečnosti Konojedy u Prahy. V Konojedech a jejich okolí se natáčela převážná část seriálu.

## Seznam dílů

### 1. řada (2017)
1. Čarodějnice (epizody 1 a 2)
2. Loupežníci (epizody 3 a 4)
3. Hříšníci (epizody 5 a 6)
4. Pekelníci (epizody 7 a 8)
5. Jezinky (epizody 9 a 10)
6. Zjevení (epizody 11 a 12)

### 2. řada (2019)
1. Spoutaní (epizody 1 a 2)
2. Husičky (epizody 3 a 4)
3. Šílení (epizody 5 a 6)
4. Démoni (epizody 7 a 8)
5. Kejklíři (epizody 9 a 10)
6. Vzkříšení (epizody 11 a 12)
7. Bestie (epizody 13 a 14)

## Obsazení
| Lukáš Vaculík             | Petr Kraj              |
| Kristýna Fuitová Nováková | Naďa Hamplová          |
| Jan Teplý                 | Vojta Coufal           |
| Karel Zima                | Pepa Sláma             |
| Martin Trnavský           | Luboš Bach             |
| Saša Rašilov              | PhDr. Kryštof Steiner  |
| Jan Novotný               | Lojza Hampl            |
| Tereza Kostková           | MVDr. Tereza Coufalová |
| Zdena Studénková          | Libuše Kvapilová       |